# Mahāsthāmaprāpta

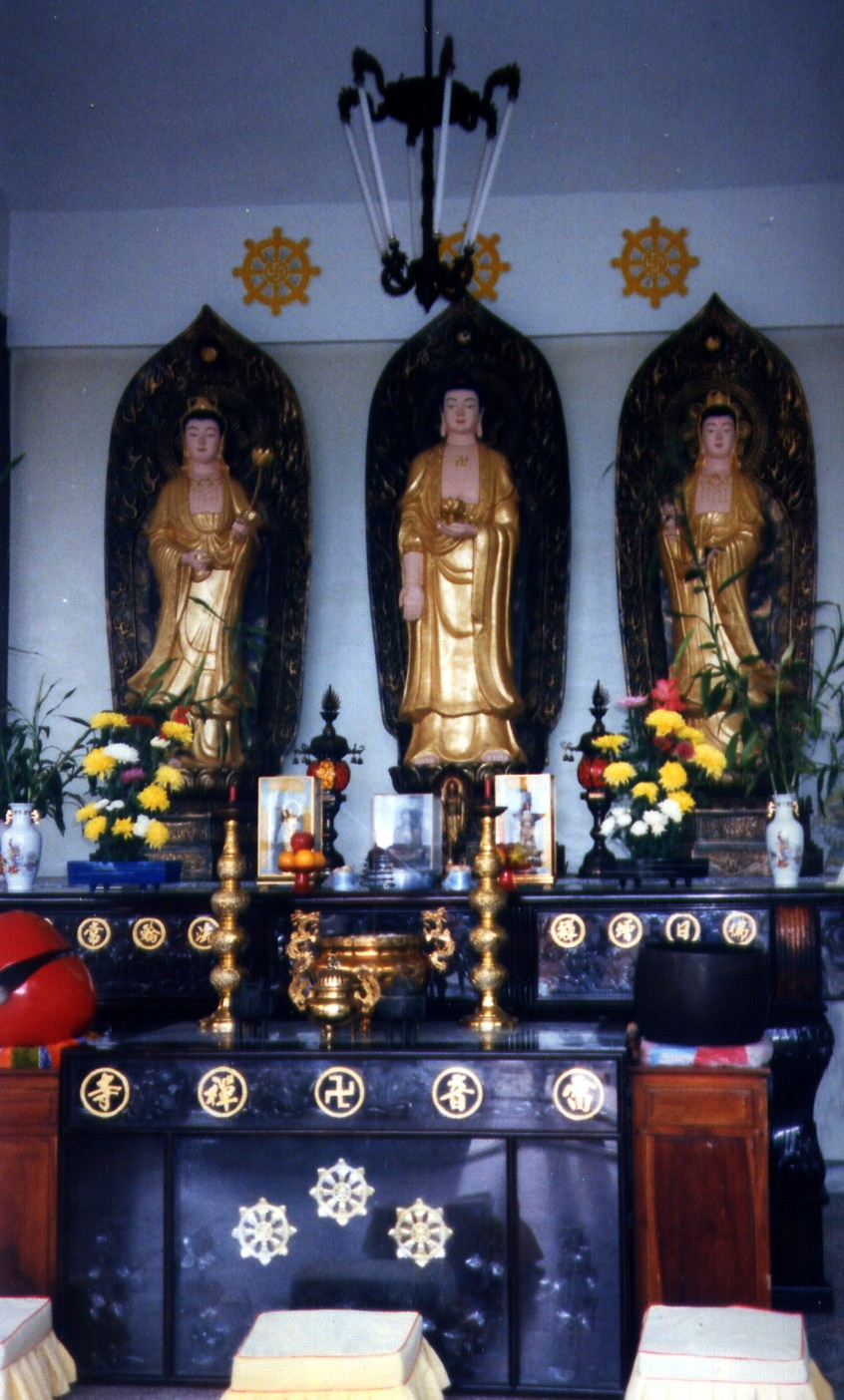
Mahasthamaprapta al fianco di Amitabha Buddha. Nell'ordine: Avalokiteshvara, Amithaba e Mahasthamaprapta. Taiwan.

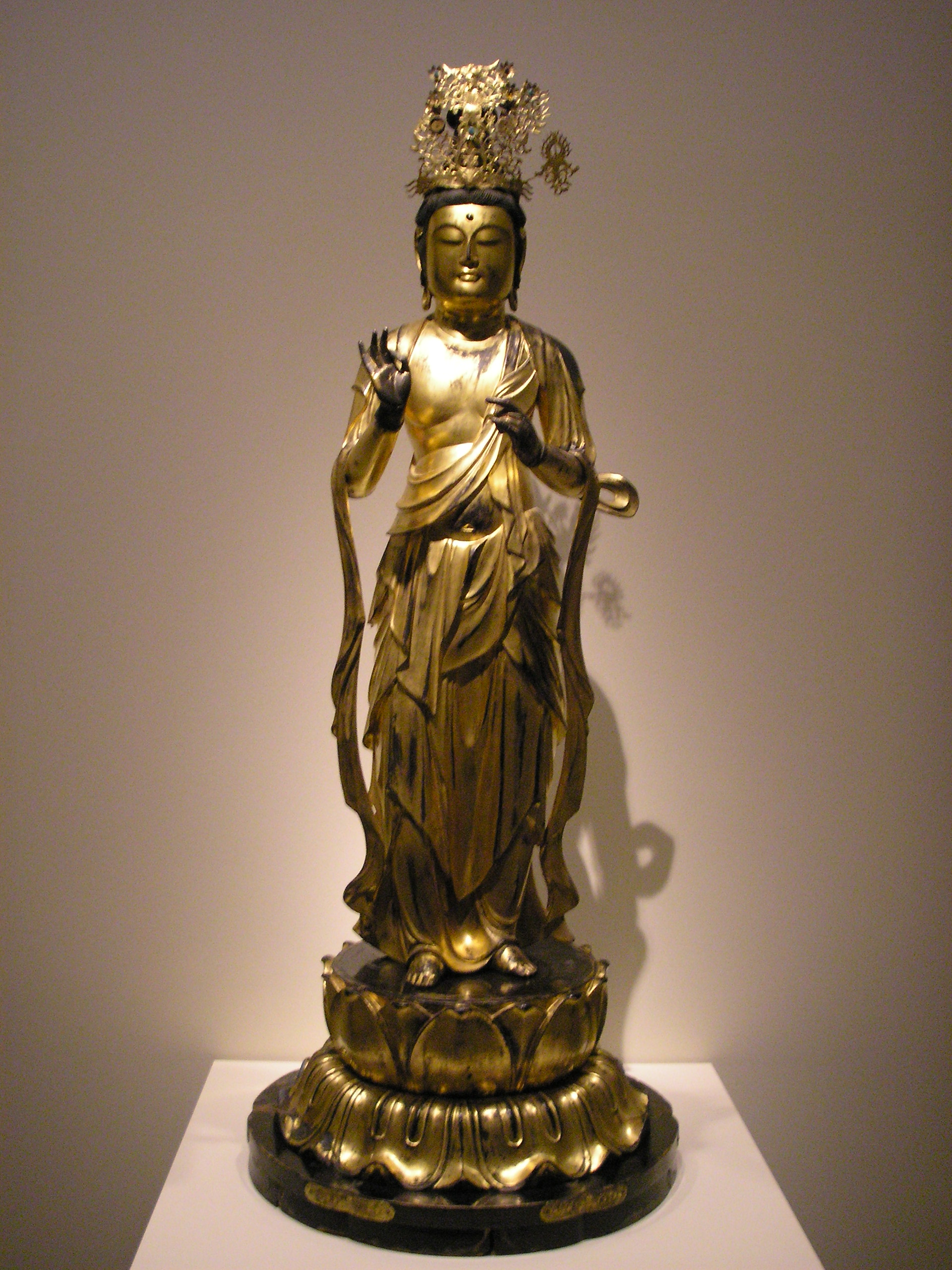
Dai-Seishi Bosatsu, Giappone, epoca Edo, 1705.

Mahāsthāmaprāpta — dal sanscrito; cinese 大勢至, pinyin Da Shì Zhì; giapponese Dai-Seishi (勢至?) — è un bodhisattva buddhista che simboleggia il potere della saggezza ed è spesso rappresentato insieme a Amitabha e Avalokiteśvara. Nel buddhismo cinese, è spesso ritratto come una donna, similmente a come Avalokitesvara diventa Guanyin. È anche uno dei Tredici Buddha della tradizione giapponese.
A differenza di molti altri bodhisattva, Mahasthamaprapta non è molto popolare. Nel Śūraṃgama sūtra, Mahasthamaprapta racconta di come abbia ottenuto l'illuminazione recitando il mantra di Buddha, o la continua purezza di mente del Buddha, fino ad ottenere il samādhi.

## Nel Buddhismo della Terra Pura
Nel Buddhismo Mahāyāna e in particolar modo in quello della Terra Pura, Mahāsthāmaprāpta è particolarmente venerato, in quanto è il Bodhisattva che con Guanyin, accompagna il Buddha Amitabha.